# Marc García Antonell
Marc García Antonell (Manresa, 7 marzo 1996) è un cestista spagnolo.

## Palmarès
- Copa del Rey: 1

Barcellona: 2018
- Alpe Adria Cup: 1

Dąbrowa Górnicza: 2023-2024